# Pitkäjärvi (Jukkasjärvi socken, Lappland, 759291-169177)
Pitkäjärvi är en sjö i Kiruna kommun i Lappland och ingår i Torneälvens huvudavrinningsområde. Sjön har en area på 0,304 kvadratkilometer och ligger 598,9 meter över havet. Pitkäjärvi ligger i Torneträsk-Soppero fjällurskog Natura 2000-område.

## Delavrinningsområde
Pitkäjärvi ingår i det delavrinningsområde (759659-169341) som SMHI kallar för Mynnar i Vuomajaure. Medelhöjden är 676 meter över havet och ytan är 40,56 kvadratkilometer. Det finns inga avrinningsområden uppströms utan avrinningsområdet är högsta punkten. Vattendraget som avvattnar avrinningsområdet har biflödesordning 3, vilket innebär att vattnet flödar genom totalt 3 vattendrag innan det når havet efter 491 kilometer. Avrinningsområdet består mestadels av sankmarker (27 procent) och kalfjäll (69 procent). Avrinningsområdet har 1,14 kvadratkilometer vattenytor vilket ger det en sjöprocent på 2,8 procent.